# La Rage de l'ange
Pour plus de détails, voir Fiche technique et Distribution.
La Rage de l'ange est un film québécois réalisé par Dan Bigras.

## Distribution
- Alexandre Castonguay : Francis
- Isabelle Guérard : Lune
- Patrick Martin : Éric
- Marina Orsini : Mère de Francis
- Pierre Lebeau : Le pape
- Lulu Hughes : Sandra
- Nicolas Canuel : Deux Faces